# Křidélka

Letadlo klonící se pomocí křidélek

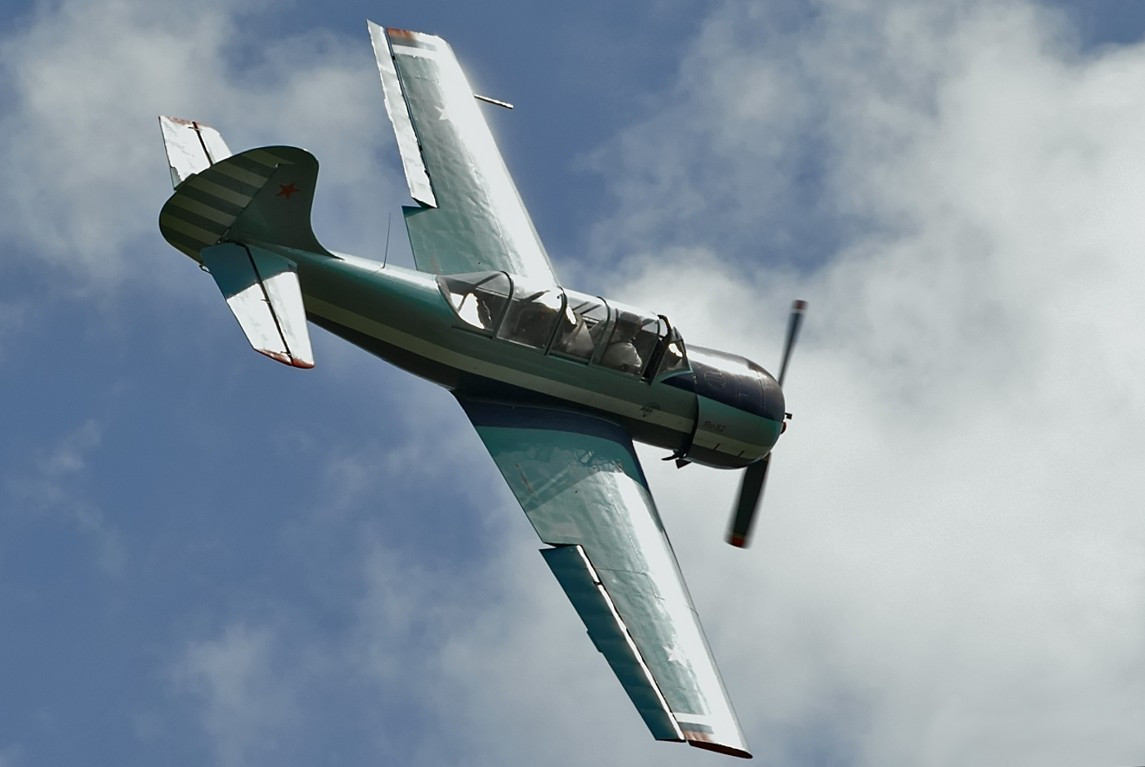
Otáčení Jaku-52 za pomoci křidélek

Křidélko nebo balanční křidélko (anglicky aileron) je "otáčivě zavěšená plocha na odtokové části křídla, umístěna co nejdále od podélné osy letadla. Zabezpečuje zejména příčnou řiditelnost a jejím primárním účinkem při vychýlení je klonění letadla. "

## Historie
Jak uvádí historik C.H. Gibbs-Smith ve své knize z roku 1966 The Invention of the Aeroplane 1799-1909, "už v roce 1868 si Angličan Matthew Piers Watt Boulton patentoval systém příčného (horizontálního) řízení letu, který byl později nazván křidélky".
Bratři Wilbur a Orville Wrightové však byli prvními, kteří od roku 1902 úspěšně využívali takový systém na pilotovaných kluzácích a od roku 1904 na letadlech s vlastním pohonem (prvním byl Flyer II). Tento poměrně složitý systém byl nazýván "wing warping" ("zkroucení křídel"). Když se křídlo zkroutilo, mělo větší vztlak a ten dokázal zvednout křídlo do vzduchu. Ovládání se provádělo kroucením konců křídel pomocí drátů, které držel pilot a jejich potažením mohl naklonit křídlo a zatočit do levé nebo do pravé strany.
Francouzský experimentátor Robert Esnault-Pelterie posunul v roce 1904 tento koncept dále, když místo systému zkroucení křídel použil tzv. ailerons (francouzsky malá křídla). V jeho konstrukčním návrhu byly dvě takového plochy umístěné mezi dvojici křídel před jejich náběžnou hranou. "Zkroucení křídel, upřednostňované bratry Wrightovými a používané na našich letadlech, poskytuje dost dobré výsledky pro udržení příčné rovnováhy, ale...může, podle našeho názoru způsobit nadměrné namáhání drátů, a proto se bojíme poruch...které se nemohou vyskytnout při obyčejném pevném systému....Proto jsme se rozhodli upustit od zkroucení křídel.... na ovládání boční rovnováhy....jsme v přední části použili dvě nezávislá horizontální kormidla "řekl v lednu 1905 Esnault-Pelterie ve svém proslovu v Aéro-Club de France.

## Typy křidélek
- Štěrbinové křidélko (anglicky Slot aileron, Slot-lip aileron) - takové, které ke zvětšení účinnosti při své výchylce záměrně vytváří štěrbinu.
- Diferencované křidélko (anglicky Differential aileron) - takové, jehož výchylka směrem nahoru je větší než směrem dolů. Vedle zabezpečení příčné řiditelnosti letadla zmenšuje jeho klonivě-zatáčivý ( "záporný zatáčivý") moment.
- Friseho křidélko (anglicky Frise aileron) - křidélko se specificky tvarovaným nosem zavěšené tak, že při jeho výchylce dolů je nos skrytý v obrysu křídla a při výchylce nahoru nos vystupuje z obrysu křídla. Kromě funkce stejné s diferencovaným křidélkem působí také jako aerodynamické odlehčení sil v příčném řízení.
- Plovoucí křidélko (anglicky Wingtip aileron, Moving tip aileron) - tvořené celým otočným koncem křídla.
- Vnější křidélko (anglicky External aileron) - takové, které je umístěno mimo půdorysného obrysu křídla a zpravidla se nachází pod křídlem.[3]